# 核心期刊
核心期刊是某学科的主要期刊。一般是指所含专业情报信息量大，质量高，能够代表专业学科发展水平并受到本学科读者重视的专业期刊。而且能反應出該學科最新研究成果及發展趨勢，受到讀者重視之學術期刊。此概念由英國布萊德福（Samuel Clement Bradford）提出，所謂的布萊德福定律即是指文獻分散定律，說明某一學科中多數的論文及研究成果，集中於該學科中少數的核心期刊之中。

## 起源
1931年著名文献学家布拉德福首先揭示了文献集中与分散规律，发现某时期某学科1/3的论文刊登在3.2%的期刊上；
1967年联合国教科文组织研究了二次文献在期刊上的分布，发现75%的文献出现在10%的期刊中；
1971年，SCI的创始人加菲尔德统计了参考文献在期刊上的分布情况，发现24%的引文出现在1.25%的期刊上等等，这些研究都表明期刊存在“核心效应”，从而衍生了“核心期刊”的概念。依据布拉德福定律，如果科学期刊按其所刊载某一学科论文的数量多少，依递减顺序排列并划分出一个与该学科密切相关的期刊所形成的核心区期刊区以及另外几个区，使每个区中的期刊载文数量相当，则核心区期刊数量与相继区的期刊数量成1：n∧2：n∧3：n∧4……即刊登与某一学科或专业有关的论文较多的那些期刊。